# Franck Jotterand
Franck Jotterand (* 28. Januar 1923 in Aubonne; † 13. September 2000 in Bière) war ein französischsprachiger Schweizer Journalist und Schriftsteller.

## Leben
Franck Jotterand studierte Geisteswissenschaften an der Universität Lausanne.  Ab 1949 arbeitete er als Kulturkorrespondent der Gazette de Lausanne in Paris, von 1952 bis 1972 war er Chefredakteur der Samstagsbeilage Gazette littéraire, daneben auch Mitarbeiter weiterer Zeitungen und Zeitschriften, etwa der Weltwoche, Le Monde oder Le Nouvel Observateur. Von 1975 bis zu seinem Autounfall 1981 leitete er das Centre dramatique de Lausanne.
Jotterand verfasste verschiedene Essays, ein Theaterstück sowie ein Drehbuch für Alain Tanner.
Jotterand deckte 1969 den nicht genannten Autor der französischen Ausgabe der Zivilverteidigungsbuches auf: es handelte sich um Maurice Zermatten, den damaligen Präsidenten des Schweizerischen Schriftstellerverbands (SSV). Er organisierte den gemeinsamen Austritt von 22 Schriftstellern und die Gründung der Gruppe Olten.
Er war Mitglied der Société d’Étudiants de Belles-Lettres.

## Werke

### Essaybände, Sachbücher
- Histoire des spectacles. Gallimard, Paris 1961
- J’aime le cinéma. 2 Bände, Rencontre, Lausanne 1962
  - deutsch als: Eintritt frei. Film, ebd. 1962
- New York. L’Atlas des Voyages. Rencontre, Lausanne 1968
- Le Nouveau Théâtre américain. Seuil, Paris 1970
- Présence de Franck Jotterand. Recueil de textes, hg. von Jean-Pierre Moulin. L’Age d’Homme, Lausanne 1997

### Theater, Musik
- La fête des vignerons de la Côte. Operette. Schallplatte, Guilde du livre, Lausanne 1956
- Chansons pour apprendre Paris aux enfants. Schallplatte, Philips, Paris 1959
- Soldats de papier. La Cité, Lausanne 1960

### Filmdrehbuch
- Ramuz, passage d’un poète, 1961